# Conceição Alves
Maria da Conceição Alves de Lima (Belo Jardim, 18 de junho de 1952) é uma escritora romancista, contista e cronista brasileira. Graduada em Letras, iniciou sua vida profissional em Pesqueira e hoje atua literariamente no Recife, Pernambuco.

## Biografia
Conceição Alves é natural de Belo Jardim, Pernambuco e fez seus estudos secundários em Pesqueira. Graduada em Letras, atuou na vida profissional no Banco do Nordeste em Pesqueira e no Recife, onde se aposentou. Deu início à carreira de escritora em 2006, estreando com o romance Crônicas de uma vida, e posteriormente publicou um livro de contos e vários outros romances. É presidente da Academia Pesqueirense de Letras e Artes desde 2021, membro da Academia Recifense de Letras, da União Brasileira de Escritores e membro colaborador da Sociedade Brasileira de Médicos Escritores.
Em 2020, participou da coletânea Novos Horizontes, uma reunião de textos de 63 escritores de sete estados brasileiros, publicada durante a pandemia de COVID-19.

## Obras publicadas

### Obras solo
- Crônicas de uma vida, 2006;
- Senhora de Si[2], 2007 - ISBN 9788577162987;
- Vendaval, 2010 - ISBN 9788577168200;
- Carregados de sonhos[2][6], 2012 - ISBN 9788562883378;
- A ceia[2][7] [8], 2015 - ISBN 9788591892808;
- A casa 41, 2019;
- Tempo interrompido[2][9], 2021 - ISBN 9786559521432.

### Organização
- Revista da Academia Pesqueirense de Letras e Artes: 20 anos de história 2001 a 2021. n. 1[2], 2021 - ISBN 9786559521388

### Participação em coletânea
- Novos Horizontes, uma reunião de textos de 63 escritores de sete estados brasileiros, publicada durante a pandemia da COVID-19[5][3], 2020 - ISBN 9786599018428

## Entidades literárias
- Academia Recifense de Letras (ocupa a cadeira 15)
- Academia Pesqueirense de Letras e Artes - APLA [9]
- União Brasileira de Escritores - UBE (Seção Pernambuco)
- Sociedade Brasileira de Médicos Escritores - SOBRAMES - Regional Pernambuco (membro colaborador)

## Ligações Externas
- Participação na jornada literária de medicina 2024. FITS - Faculdade Tiradentes de Goiana - Medicina Tiradentes | Preparando para o mundo todos os dias